# هاروارد بیزینس ریویو
هاروارد بیزینس ریویو (به انگلیسی: Harvard Business Review) یا مجله کسب و کار هاروارد یا مرورکسب و کار هاروارد یک نشریه عمومی در زمینه مدیریت است که توسط انتشارات هاروارد بیزینس سالانه در شش شماره منتشر می‌شود. این نشریه متعلق به دانشگاه هاروارد بوده و مقر اصلی‌اش در واترتاون ماساچوست واقع شده‌است.